# 布福洛尔
布福洛尔（英语：Brefonalol）是一种β-肾上腺素能拮抗剂，可降低心率和血压并扩张血管。它在1990年左右被进行了研究，但直到2021年还未上市。